# Храм Смоленской иконы Божией Матери «Одигитрия» (Октябрьск)
Хра́м Смоле́нской ико́ны Бо́жией Ма́тери «Одиги́трия» — православный храм Сызранской епархии Русской православной церкви в городе Октябрьске Самарской области. Первое богослужение совершилось 5 января 1992 года. Церковь была построена полностью в 1993 году.

## История

### Старый храм

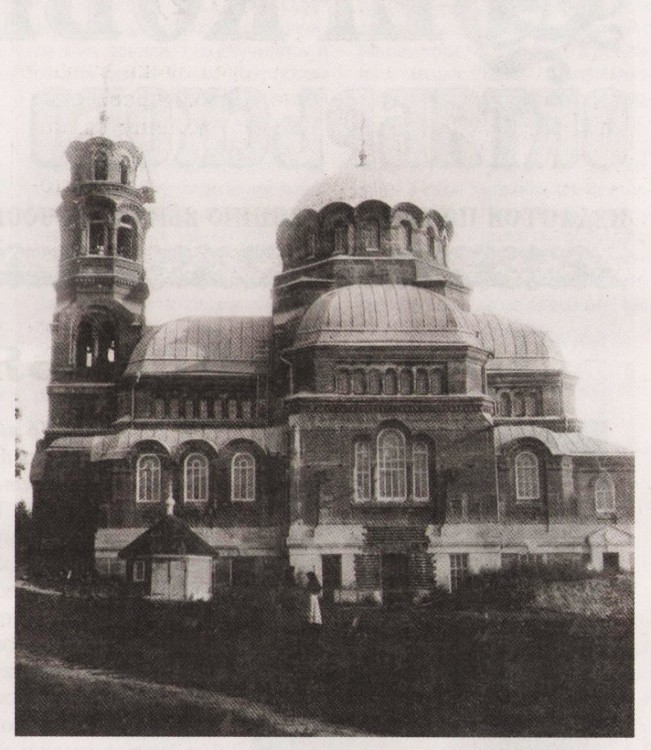
Старый Смоленский храм в Старо-Костычевском монастыре. Слева снизу от храма можно заметить небольшую часовню

Самые ранние сведения о Смоленской церкви на октябрьской земле датированы 1869 годом. Первый храм построили за год около Старо-Костычевского Смоленского женского монастыря, который был основан схимонахом Пантелеимоном. Это была однопрестольная деревянная церковь, с 16 окнами и колокольней с колоколом весом 150 пудов, или же почти 2,5 тонны. По некоторым данным, это был Кладбищенский храм во имя Смоленской иконы Божией Матери.
В 1884 году перестроил и расширил храм крестьянин села Бестужевка Сенгилеевского уезда (ныне Кузоватовский район Ульяновской области) Г. А. Силантьев на основе заключенного с ним договора. Для этого община приобрела лес, известь, бутовый камень и гвозди на сумму больше 2000 рублей. В процессе реконструкции сделали два новых придела: с восточной стороны — во имя евангелистов Матфея, Марка, Луки и Иоанна, а с западной стороны — в честь Архангела Гавриила. А также, у западного придела была сделана паперть с 2 дверями.
В июле 1905 года был заложен новый храм по проекту самарского архитектора Щербачёва Александра Александровича. Кирпичи для этой церкви изготавливались самими монахинями монастыря более 2 лет на кирпичном заводе. Проект и смета на строительство стоило 33630 рублей — огромные деньги на то время. Второй, каменный храм построили почти за 9 лет, и закончилось только в мае 1914 года. Она была 2-этажной в псевдовизантийском стиле с эклетикой, рядом стояла 3-ярусная колокольня в таком же стиле. Реликвиями церкви были 3-ярусный липовый иконостас, украшенный резьбой и позолотой, а на царских вратах, на первом ярусе были изображены иконы Благовещения Пресвятой Богородицы и евангелистов, на другом ярусе была особо почитаемая икона — икона Смоленской Божией Матери, подаренная неизвестным человеком и привезённая со святой горы Афон в Греции в 1889 году. Она была в серебряной с позолотой чеканной ризе, которую подарил в октябре 1891 года сызранский купец А. Н. Сопляков. Также в нижнем этаже церкви по воле жертвователя крупного землевладельца Николая Петровича Дурасова — сына обер-церемониймейстера Двора Его Величества, был сделан склеп для семейства Дурасовых.
И наконец-то, освящение храма назначили на 23 августа 1914 года. Но началась Первая мировая война, помешавшая церемонии, так как Николай Дурасов был призван на военную службу, и монахини не хотели освящать храм в отсутствии своего благотворителя. Но уже в 1915 году Дурасов был уволен с военной службы в связи начавшейся у него болезни. Но за несколько дней до освящения храма, телеграммой Дурасов сообщил, что не сможет на ней присутствовать. 6 сентября 1915 года архиепископ Вениамин освятил главный престол храма, в честь Смоленской иконы Божией Матери, а уже 7 сентября этого же года — правый придел во имя апостола Петра и великомученицы Варвары. 8 сентября левый придел должен был быть освящён в честь Николая Чудотворца и мученицы Виктории, но уже эту церемонию отложили до момента, когда семья Дурасовых сможет на ней присутствовать, однако сведений об освящении этого предела — нет.
Также, недалеко от церкви, была построена каменная часовня в честь великомученицы Параскевы Пятницы, которая была над колодцем для набора целебной воды. Этот старокостычевский святой источник был известен ещё с начала XIX века.
В 1923 году монастырь, как и храм, реорганизовали в сельхозартель «Работница» и перевели туда 120 монахинь. Главой трудовой промысловой артели была бывшая игумения.
23 ноября 1928 года постановлением Малого президиума Средневолжского облисполкома монастырь был закрыт. Все монастырские здания и храм были переданы в распоряжение Сызранского окружного исполкома для использования под сельскохозяйственные нужды, но, примерно в 1930 годы церковь, как и монастырь, были разрушены.

### Современная церковь

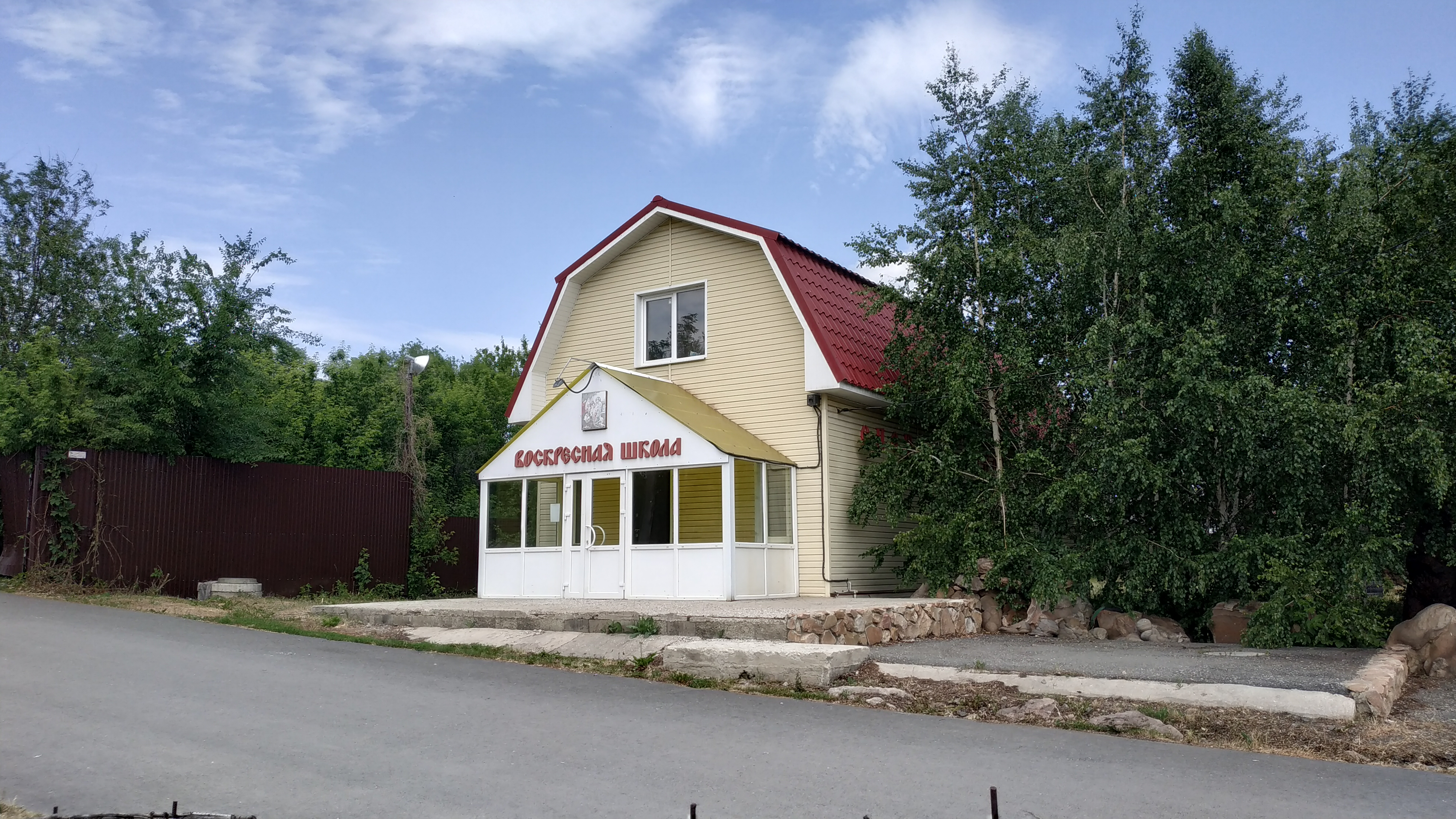
Воскресная школа храма, 30 мая 2023 года

В 1991 году жители Октябрьска обратились к властям с просьбой построить церковь, потому что в городе не было ни одного православного храма. По благословению правящего архиерея Владыки Евсевия в 1992 году создан православный приход Смоленской иконы Божией Матери и назначали настоятеля — отец Евгений Матвеев. Для церкви администрация города передала старый, дореволюционный дом репрессированного купца Козлова, в котором раньше располагался мебельный магазин, и участок площадью примерно 0,1 гектар (1000 м²). Горожане с большим энтузиазмом начали реконструировать здание. Проекта на строительство не было, за основу взяли фотографию одной из подмосковной церквей. Несмотря на тяжёлую экономическую ситуацию и проблемы со стройматериалами, с помощью неравнодушных руководителей предприятий города и пожертвований жителей храм всё-таки сумели построить. 5 января 1992 года было совершено первое богослужение. А уже в 1993 году под куполом храма стоял иконостас, пел приходской хор и звенели колокола.
В 2004 году с 15 по 16 апреля были найдены мощи схимонаха Пантелеимона и священномученика протоиерея Василия Тепловодского пострадавшего в годы гонений на православную церковь. А уже 22 апреля того же года по благословению Архиепископа Самарского и Сызранского Сергия Благочинным Сызранского округа протоиереем Григорием (Коберником) и священством Сызранского благочиния в присутствии главы города и других лиц городской администрации, руководителей предприятий и служб, мощи старца Пантелеимона и Василия при большом стечении народа были перенесены в Смоленский храм. Находятся они в раках, изготовленных московскими мастерами.
В 2020 году 23 октября в 20:16 в МЧС поступило сообщение об возгорании в Смоленском храме церковной лавки. При помощи 4 единиц техники и 9 человек огонь смогли потушить в 21:55 на площади 7м². К счастью, никто не пострадал. Как рассказали в ГУ МЧС по региону, предварительной причиной пожара стал аварийный режим работы электрооборудования.
24 марта 2023 года прихрамовую территорию Смоленской церкви предложили благоустроить путём голосования. Куратором этого предложения стал Рябов Владимир Александрович. По проекту предлагали сделать монтаж детского игрового оборудования, установки качелей с резиновым покрытией и благоустройство зоны с местами отдыха для родителей. Но, храм так и не выиграл голосование, так как набрал мало голосов по сравнению с другими.

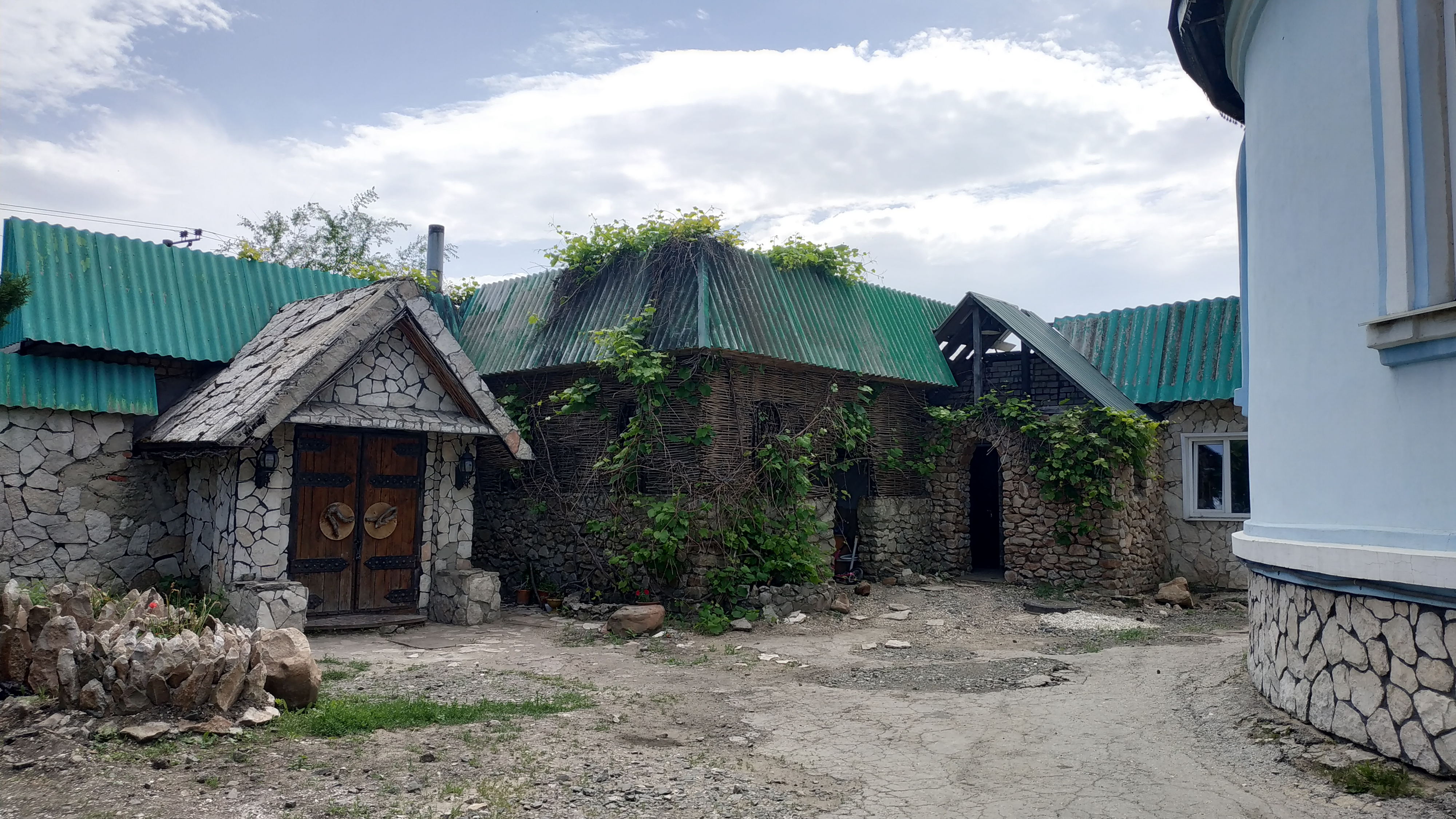
Трапезная Смоленской церкви, 30 мая 2023 года

Приход организовал общину, а также не позже 2015 года организовал воскресную школу и трапезную. За территорией храма следят: ухаживают и благоустраивают.
В церкви регулярно проходят службы и происходят паломничества к святым мощам.

#### Архитектура
Сам по себе, храм малых размеров, всего 12 × 25 метров. Здание церкви было выполнено в стиле модерн, в однокупольном стиле, с одним престолом, и со звонницей над входом в храмовою территорию.

## Духовенство
Настоятелем храма является иерей Владимир Виторович Чудинов, а клириком — протоиерей Евгений Леонидович Матвеев.